# Инглвуд (Калифорния)
Инглвуд (англ. Inglewood) — город на юго-западе округа Лос-Анджелес, штат Калифорния.
Инглвуд (наряду с Гардиной, Белл-Гарденсом, Коммерсом и Хавайан-Гарденсом) является одним из пяти городов округа, в котором разрешены казино.

## История
Сперва, в 1905 году, в этой местности было обустроено Кладбище. 
Статус города был получен Инглвудом 14 февраля 1908 года.
Дважды (1989, 2009) город был награждён премией All-America City Award (с англ. — «Всеамериканский город») присуждаемой Национальной гражданской лигой, которую неофициально называют «Нобелевской премией за конструктивное гражданство» и которая выдается за активную гражданскую позицию жителей некорпоративных сообществ Соединённых Штатов в жизни местного самоуправления.

## География
Общая площадь Инглвуда составляет 23,7 км². Высота центра населенного пункта — 40 метров над уровнем моря.

## Демография
По данным переписи 2000 года, население Инглвуда составляет 112 580 человек. Плотность населения равняется 4 755,7 человек на км². Инглвуд является одним из городов Калифорнии, где белое население не является этническим большинством. Расовый состав таков: 47,13 % афроамериканцев, 19,1 % белых, 1,14 % азиатов, 0,69 % коренных американцев, 0,36 % жителей тихоокеанских островов, 27,38 % других рас.
Возрастной состав получился следующим: 32,4 % — младше 18 лет; 10,2 % — от 18 до 24 лет; 31,9 % — с 25 до 44 лет; 18,5 % — от 45 до 64 лет; 7,1 % — 65 лет и старше. Средний возраст составил 30 лет. На каждые 100 женщин приходится 90,3 мужчин. На каждые 100 женщин возрастом 18 лет и старше насчитывалось 84,6 мужчин.

## Города-побратимы
- Бо[5]
- Педавена[6]
- Порт-Антонио[7]
- Тихуана[8]